# Balthasar Kaltner
Balthasar Kaltner (Goldegg, 12 aprile 1844 – Salisburgo, 6 luglio 1918) è stato un arcivescovo cattolico austriaco.

## Biografia
Nacque a Goldegg nel 1844, fu il figlio ultimogenito dei suoi genitori. Si recò per i propri studi dapprima alla scuola di Salisburgo per poi continuare a Merano. Studiò teologia e nel 1868 venne ordinato sacerdote. Nel 1869 fu parroco a Mittersill, nel 1872 passò a Grödig, nel 1874 a Gnigl e dal 1895 fu anche insegnante di religione al liceo di Salisburgo. Nel 1877 conseguì la laurea in teologia e nel 1886 divenne professore di storia della chiesa e diritto canonico all'Università di Salisburgo. Nel 1900 divenne vescovo ausiliare di Salisburgo e vescovo titolare di Agathopolis e dal 1904 venne nominato prevosto della cattedrale. Divenne vicario episcopale nel 1909.
Il 20 novembre 1910 venne nominato vescovo di Gurk e venne consacrato ufficialmente nella cattedrale di Klagenfurt, pur con le opposizioni degli sloveni della Carinzia i quali reclamavano l'indipendenza di questa diocesi dall'Austria.
Il 2 aprile 1914 venne prescelto quale arcivescovo di Salisburgo, fu preconizzato il 15 maggio di quell'anno e installato il 5 luglio 1914 con consacrazione avvenuta a Roma nella Basilica di San Pietro in Vaticano. In quell'anno scoppiò inoltre la prima guerra mondiale e nel tempo cupo del conflitto, in cui egli doveva compiere il suo ruolo di arcivescovo, Kaltner non poté raggiungere grandi obiettivi. Scrisse in quel periodo un libro sulla storia della Chiesa e numerosi trattati ecclesiastici.
Kaltner morì il 6 luglio 1918 a Salisburgo dopo una breve malattia. La sua tomba si trova ancora oggi nella cripta del duomo di Salisburgo.

## Genealogia episcopale e successione apostolica
La genealogia episcopale è:
- Cardinale Scipione Rebiba
- Cardinale Giulio Antonio Santori
- Cardinale Girolamo Bernerio, O.P.
- Arcivescovo Galeazzo Sanvitale
- Cardinale Ludovico Ludovisi
- Cardinale Luigi Caetani
- Cardinale Ulderico Carpegna
- Cardinale Paluzzo Paluzzi Altieri degli Albertoni
- Papa Benedetto XIII
- Papa Benedetto XIV
- Papa Clemente XIII
- Cardinale Giovanni Battista Caprara Montecuccoli
- Vescovo Dionys von Rost
- Vescovo Karl Franz von Lodron
- Vescovo Bernhard Galura
- Vescovo Giovanni Nepomuceno de Tschiderer
- Cardinale Friedrich Johann Joseph Cölestin von Schwarzenberg
- Cardinale Maximilian Joseph von Tarnóczy
- Cardinale Johann Evangelist Haller
- Cardinale Johannes Baptist Katschthaler
- Arcivescovo Balthasar Kaltner

La successione apostolica è:
- Arcivescovo Adam Hefter (1915)